# Paratheridula perniciosa
Paratheridula perniciosa là một loài nhện trong họ Theridiidae.
Loài này thuộc chi Paratheridula. Paratheridula perniciosa được Eugen von Keyserling miêu tả năm 1886.